# Trolla (Noorwegen)
Trolla is een plaats in de Noorse gemeente Trondheim, provincie Trøndelag. Trolla telt 451 inwoners (2007) en heeft een oppervlakte van 0,26 km².